# Cordia elliptica
Cordia elliptica là loài thực vật có hoa trong họ Mồ hôi. Loài này được Sw. mô tả khoa học đầu tiên năm 1788.